# 信義安和站
25°01′59″N 121°33′06″E / 25.0331602°N 121.5516486°E
信義安和站位於台灣台北市大安區，當地地名「坡心」，為台北捷運淡水信義線（信義線）的捷運車站。

## 車站概要
車站位於信義路四段通安里、敦煌里、敦安里與義安里交界處，安和路口東側，也因此而得名，車站編號為R04。目前車站北側之聯合開發基地尚在開發中。規劃時原站名為安和路站，捷運局於2011年7月22日更為現名。
車站位處舊地名「陂心」區域，於日治時期地名雅化為「坡心」，原有一個佔地面積一百餘甲的大埤。日治時期，埤水漸乾，填土成地。

## 車站構造
地下二層車站，一個島式月台，五個出入口。

### 車站樓層
| 地面      | 出入口             | 出入口                                       |
| 地下 一樓 | 大廳層             | 車站大廳、詢問處、自動售票機、驗票閘門       |
| 地下 一樓 | 大廳層             | 洗手間                                       |
| 地下 二樓 | 一月台             | ← 淡水信義線 往淡水方向（R05 大安站）        |
| 地下 二樓 | 島式月台，左側開門 |                                              |
| 地下 二樓 | 二月台             | 淡水信義線 往象山方向（R03 台北101/世貿站）→ |

※跨年疏運期間，部分下行班次由本站直達象山站（不停靠台北101/世貿站）。

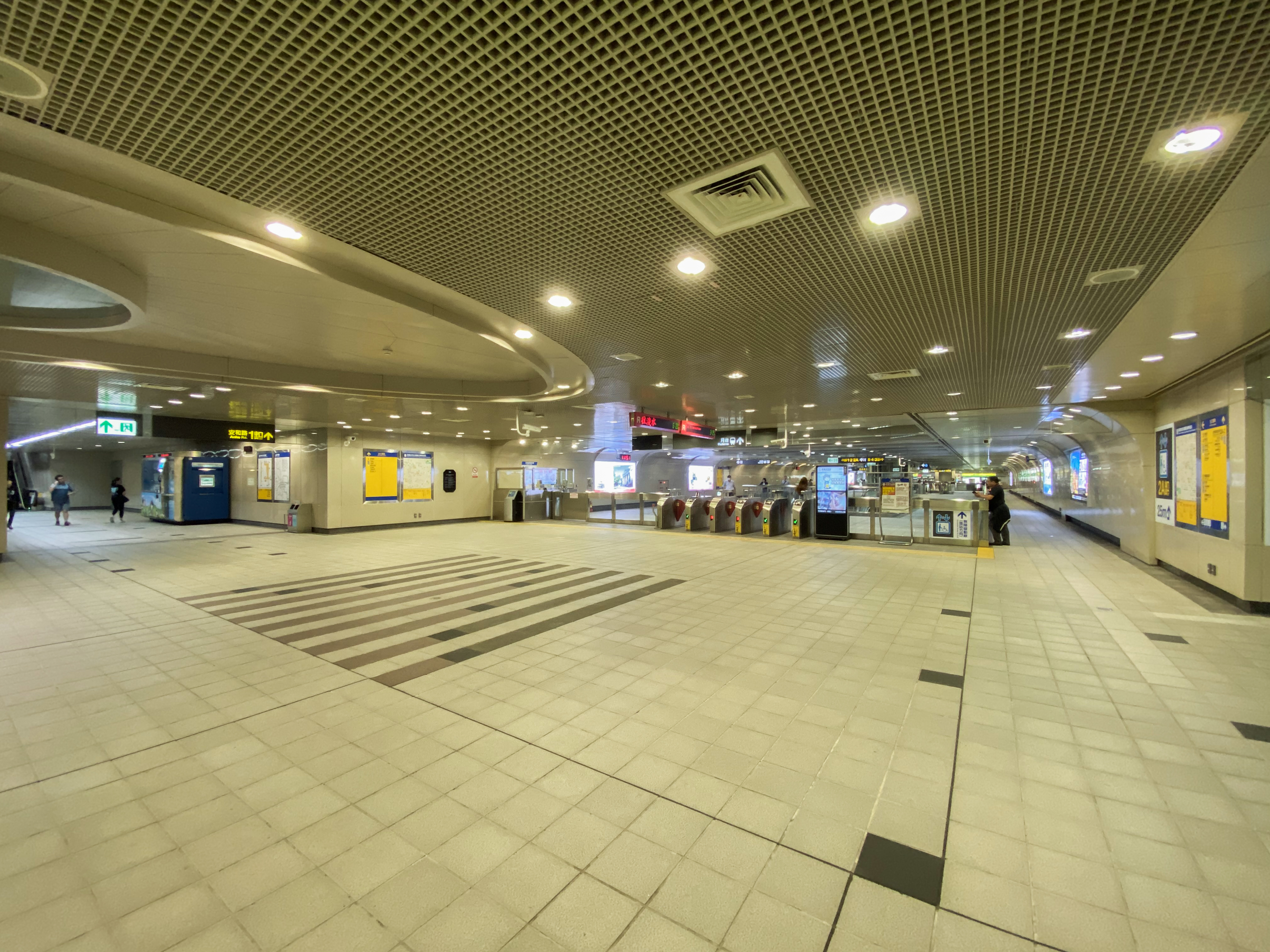
穿堂層
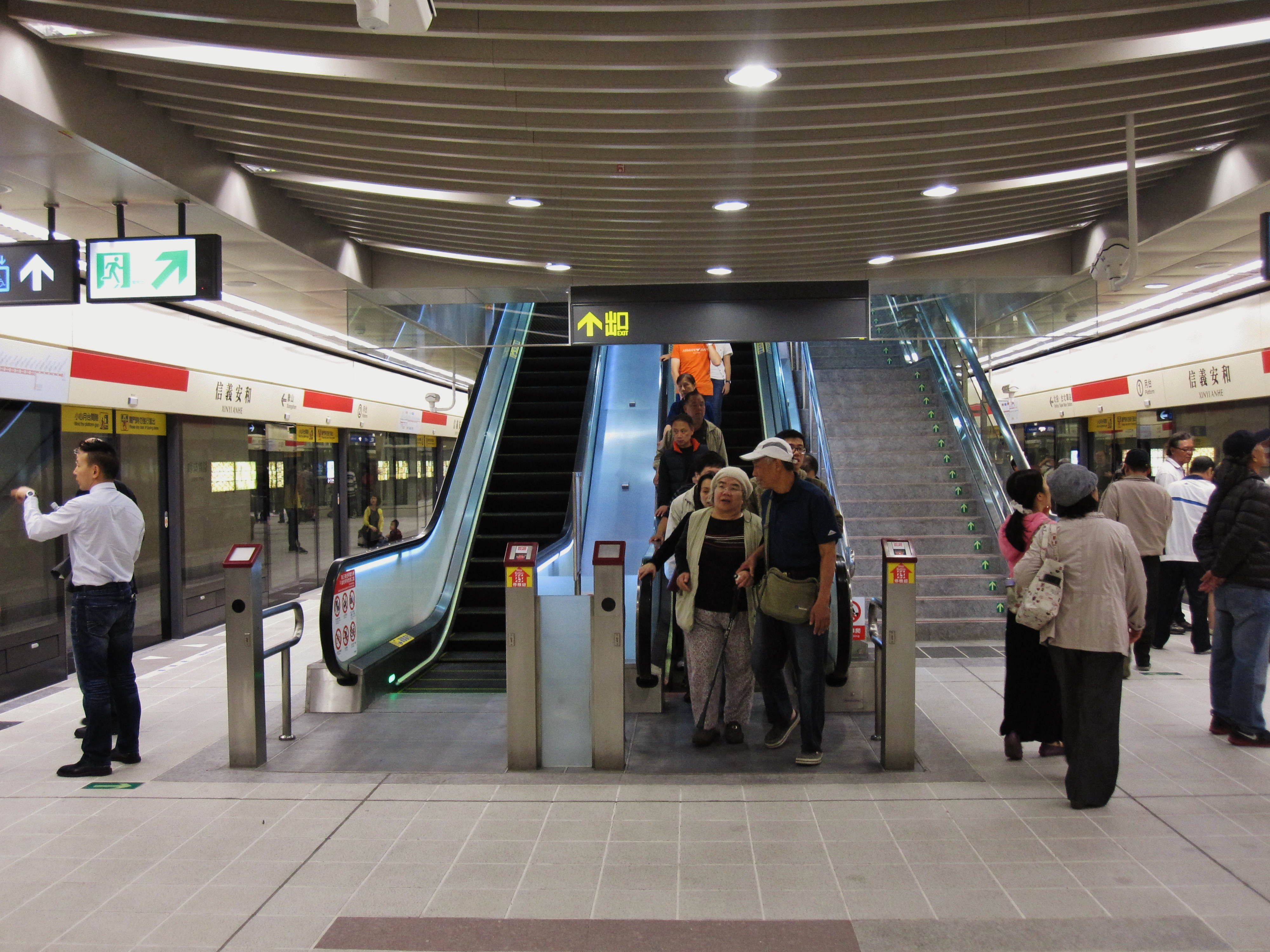
月台層

### 車站出口
出口1、2、2A位於車站西端，出口3～5位於車站東端，無障礙電梯於出口2A與5。其中出口3為電扶梯單向通行，而出口4僅設有樓梯。
| 出入口                          | 圖片 | 位置                                                 |
| ------------------------------- | ---- | ---------------------------------------------------- |
| 出入口1 · 設有手扶梯            |      | 安和路                                               |
| 出入口2 · 設有手扶梯            |      | 安和路派出所(信義路4段與安和路2段路口西南角)         |
| 出入口2A · 設有電梯             |      | 安和路派出所(信義路4段與安和路2段路口東南角)（電梯） |
| 出入口3 · 設有手扶梯            |      | 通化街（單向電扶梯，出站專用）                       |
| 出入口4                         | 前景 | 通化街                                               |
| 出入口4                         | 側景 | 通化街                                               |
| 出入口5 · 設有電梯 · 設有手扶梯 |      | 信義路四段                                           |
| 註： 設有電梯 \| 設有手扶梯     |      |                                                      |

## 歷史
- 2005年7月動工[4]
- 2013年10月13日：辦理信義線初勘作業。
- 2013年11月8日：交通部辦理信義線履勘作業。
- 2013年11月24日：隨著信義線「中正紀念堂←→象山」段正式通車而啟用[5]（p. 227）。
- 2015年9月6日：下午4點38分左右，本站往象山站方向的列車，在進站時疑有空調風管支架掉落在車箱上方，列車隨即慢速進站停車。台北101/世貿站至本站採單線雙向行駛，並同步啟動象山站至大安站公車接駁，於下午5點32分恢復正常營運。[6]
- 2019年10月28日：本站2號出口旁增設的2A無障礙電梯出口正式啟用。

## 利用狀況
根據2024年12月資料，本站每日旅運量約為39,704，在台北捷運各站中排行第46名。
| 年   | 年間      | 年間      | 年間       | 年間  | 單日平均 | 單日平均 |
| 年   | 上車      | 下車      | 上下車計   | 來源  | 上車     | 上下車   |
| ---- | --------- | --------- | ---------- | ----- | -------- | -------- |
| 2013 | 600,962   | 634,638   | 1,235,600  | [ 7 ] | 15,815   | 32,516   |
| 2014 | 4,443,801 | 4,714,700 | 9,158,501  | [ 7 ] | 12,175   | 25,092   |
| 2015 | 5,190,734 | 5,466,718 | 10,657,452 | [ 7 ] | 14,221   | 29,198   |
| 2016 | 5,573,175 | 5,875,759 | 11,448,934 | [ 7 ] | 15,227   | 31,281   |
| 2017 | 5,754,242 | 6,044,929 | 11,799,171 | [ 7 ] | 15,765   | 32,326   |
| 2018 | 6,073,132 | 6,404,967 | 12,478,099 | [ 7 ] | 16,639   | 34,187   |

## 公共藝術
本站的穿堂層的玻璃護欄（包含付費與非付費區）設有「水城台北」之公共藝術。

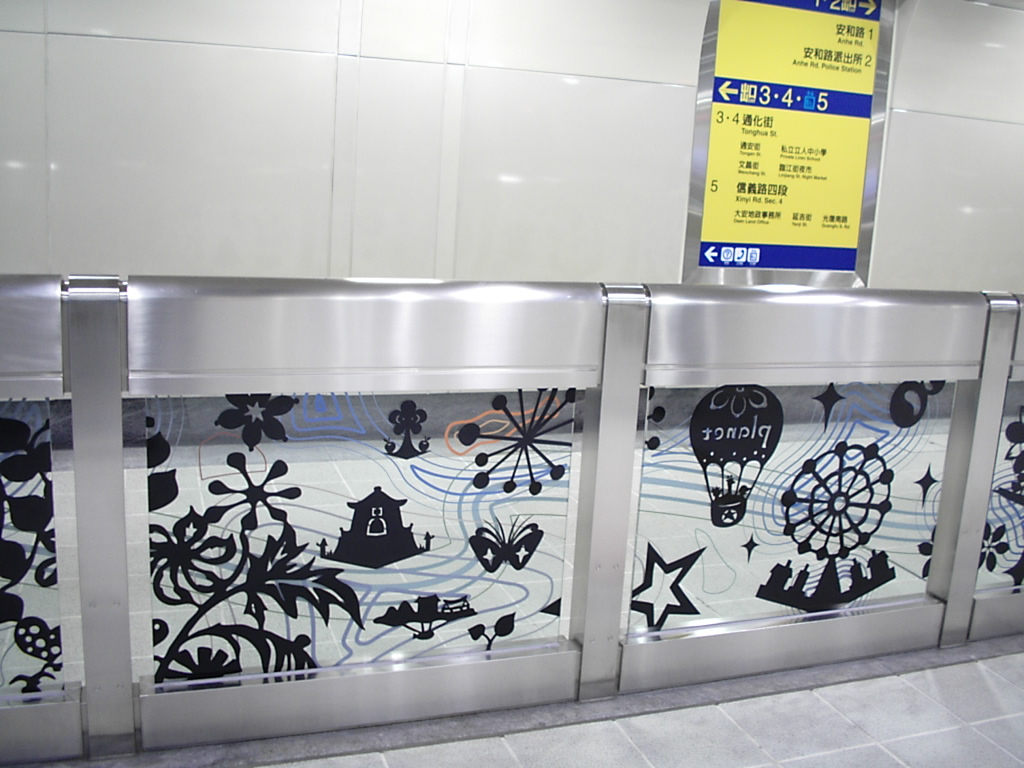
水城台北
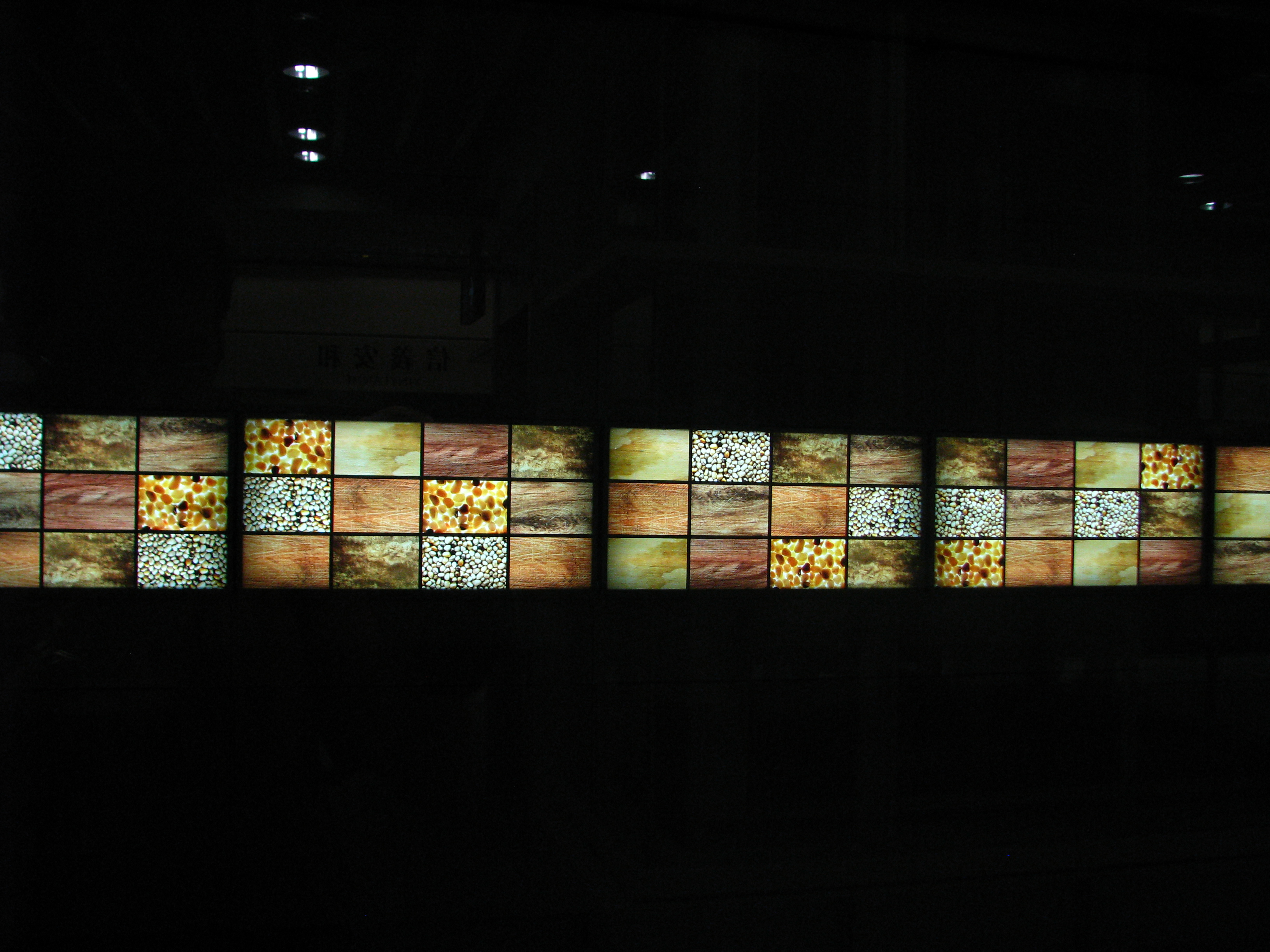
月台層公共藝術

## 車站周邊
| | |
| - 坡心市場 - 國泰綜合醫院 - 國泰金融控股公司總部 - 國泰人壽大樓 - 臨江街觀光夜市（通化街夜市） - 文昌街家具專賣街 - 臺北市政府警察局大安分局安和路派出所 - 東方工商 - 臺北市私立立人國際國民中小學 - 仁愛國小 - 仁愛國中 | - 臺北市政府消防局第二大隊大安中隊安和分隊 - 湳山戲院 - 遠企中心 - 臺北市公共自行車租賃系統 - 捷運信義安和站（1號出口） - 捷運信義安和站（2號出口） - 捷運信義安和站（4號出口） |

## 公車資訊
站牌名為《捷運信義安和站（信義）》、《捷運信義安和站（安和）》、《信義通化街口》
| 編號     | 經營業者   | 區間                   | 備註                                                  |
| -------- | ---------- | ---------------------- | ----------------------------------------------------- |
| 20       | 大都會客運 | 永春高中←→青年公園     | 停靠 捷運信義安和站（信義）、信義通化街口站牌         |
| 22       | 大都會客運 | 吳興街←→衡陽路         | 停靠 捷運信義安和站（信義）、信義通化街口站牌         |
| 33       | 大都會客運 | 永春高中←→美麗華       | 停靠 捷運信義安和站（信義）、信義通化街口站牌         |
| 37       | 大都會客運 | 吳興街←→捷運臺大醫院站 | 停靠 捷運信義安和站（安和）、信義通化街口站牌         |
| 88       | 大有巴士   | 重陽路←→台北車站       | 停靠 捷運信義安和站（信義）、信義通化街口站牌         |
| 88區間車 | 大有巴士   | 南港花園社區←→台北車站 | 停靠 捷運信義安和站（信義）、信義通化街口站牌         |
| 226      | 首都客運   | 三重←→吳興街           | 停靠 捷運信義安和站（信義）、信義通化街口站牌         |
| 235      | 首都客運   | 新莊←→國父紀念館       | 僅停靠 捷運信義安和站（安和）站牌                     |
| 292      | 首都客運   | 二重←→捷運麟光站       | 返程行經世貿中心。                                    |
| 292副    | 首都客運   | 二重←→捷運麟光站       | 返程行經通化街。                                      |
| 663      | 首都客運   | 新莊←→國父紀念館       | 僅停靠 捷運信義安和站（安和）站牌                     |
| 758      | 指南客運   | 五股←→麟光             | 停靠 捷運信義安和站（信義）、信義通化街口站牌、原1503 |
| 信義幹線 | 首都客運   | 捷運昆陽站←→臺北車站   | 停靠 捷運信義安和站（信義）、信義通化街口站牌         |

## 腳註

### 來源資料
1. 1 2  . 臺北大眾捷運股份有限公司. 2021-01-15.
2. ↑  . Dorts.gov.tw. 2011-07-22  [2014-08-09]. （原始内容存档于2011-10-03）.
3. ↑  . Sdpo.dorts.gov.tw.   [2014-08-09]. （原始内容存档于2013-10-19）.
4. ↑  . Tpml.edu.tw.   [2014-08-09]. （原始内容存档于2013-09-27）.
5. ↑  徐榮崇. . 臺北市文獻委員會. 2015年12月  [2020-01-05]. ISBN 9789860469875. （原始内容存档于2020-12-07）. 國家圖書館
6. ↑  . 蘋果日報. 2015-09-06  [2015-09-06]. （原始内容存档于2016-03-04）.
7. ↑  臺北捷運公司. . 2019-02-26  [2019-08-10]. （原始内容存档于2020-11-28）. 臺北市統計資料庫查詢系統
8. ↑  . 臺北市政府捷運工程局.   [2023-11-27]. （原始内容存档于2023-11-26）.
9. ↑  .   [2020-11-14]. （原始内容存档于2020-11-16）.

## 外部連結
- 臺北大眾捷運股份有限公司（页面存档备份，存于）
- 臺北市政府捷運工程局（页面存档备份，存于）
- 信義安和站位置圖（台北捷運公司） （页面存档备份，存于）
- 信義安和站車站剖面相關位置圖（台北捷運公司） （页面存档备份，存于）
- 販賣店現況 （页面存档备份，存于）